# Plastično število
Plástično števílo (označba {\displaystyle \rho \,} ali {\displaystyle \psi \,}, tudi plástična konstánta ali minimálno Pisotovo števílo) je v matematiki konstanta, ki je edina realna rešitev kubične enačbe:
{\displaystyle x^{3}-x-1=0\!\,.}
Točni algebrski izraz konstante je:
{\displaystyle \rho ={\frac {{\sqrt[{3}]{108+12{\sqrt {69}}}}+{\sqrt[{3}]{108-12{\sqrt {69}}}}}{6}}\!\,.}
Njena vrednost na 65 desetiških mest je (OEIS A060006):
1,32471795724474602596090885447809734073440405690173336453401505030...
Do sedaj so izračunali vsaj deset milijard desetiških števk (10×109).
Plastično število se včasih imenuje tudi srebrno število, vendar se to ime pogosteje rabi za srebrni rez {\displaystyle 1+{\sqrt {2}}\,}.

## Zgodovina
Ime plastično število (nizozemsko het plastische getal) je temu številu dal leta 1928 dom Hans van der Laan. Za razliko imen za zlati rez in srebrni rez beseda plastičen ni bila mišljena za kakšno posebno snov, ampak v njenem pridevniškem smislu za nekaj kar lahko dobi trirazsežno obliko. Po Padovanu je to zato, ker sta značilni razmerji števila, {\displaystyle {\tfrac {3}{4}}\,} in {\displaystyle {\tfrac {1}{7}}\,}, povezani z mejami človeškega zaznavanja pri povezovanju ene fizične velikosti z drugo. Cordonnier (1907–1977) ga je imenoval radiantno število (francosko nombre radiant).

## Značilnosti

### Rekurzije
Za potence plastičnega števila {\displaystyle A(n)=\rho ^{n}\,} velja rekurenčna zveza {\displaystyle A(n)=A(n-2)+A(n-3)\,} za {\displaystyle n>2\,}. Zaradi tega je limitno razmerje zaporednih členov poljubnega (neničelnega) celoštevilskega zaporedja, za katerega velja ta rekurzija, kot na primer Padovanovo zaporedje ali zaporedje Perrinovih števil, in zanj velja podobna povezava s temi zaporedji kot velja za število zlatega reza do zaporedja Fibonaccijevih števil ali srebrni rez do Pellovih števil.
Za plastično število velja rekurzija vgnezdenega radikala:
{\displaystyle \rho ={\sqrt[{3}]{1+{\sqrt[{3}]{1+{\sqrt[{3}]{1+{\sqrt[{3}]{1+\cdots }}}}}}}}\!\,.}

### Teorija števil
Ker je minimalni polinom plastičnega števila enak {\displaystyle x^{3}-x-1=0\,}, je tudi rešitev polinomske enačbe {\displaystyle p(x)=0\,} za vsak polinom {\displaystyle p\,}, ki je mnogokratnik {\displaystyle x^{3}-x-1\,} in ne za katerekoli druge polinome s celoštevilskimi koeficienti. Tako je tudi koren enačb, izpeljanih iz minimalnega polinoma:
{\displaystyle x^{5}-x^{4}-1=0\!\,,}
{\displaystyle x^{5}-x^{2}-x-1=0\!\,,}
{\displaystyle x^{5}-x^{4}-x^{3}+x=0\!\,,}
{\displaystyle x^{6}-x^{2}-2x-1=0\!\,,}
...
Ker je diskriminanta minimalnega polinoma enaka −23, je njen delilni komutativni obseg v racionalnih številih enak {\displaystyle \mathbb {Q} ({\sqrt {-23}},\rho )\,}. Ta obseg je tudi Hilbertov razredni komutativni obseg {\displaystyle \mathbb {Q} ({\sqrt {-23}})\,}.
Plastično število je najmanjše Pisot-Vidžajaraghavanovo število. Njegovi algebrski konjugirani števili sta:
{\displaystyle \left(-{\tfrac {1}{2}}\pm {\tfrac {\sqrt {3}}{2}}i\right){\sqrt[{3}]{{\tfrac {1}{2}}+{\tfrac {1}{6}}{\sqrt {\tfrac {23}{3}}}}}+\left(-{\tfrac {1}{2}}\mp {\tfrac {\sqrt {3}}{2}}i\right){\sqrt[{3}]{{\tfrac {1}{2}}-{\tfrac {1}{6}}{\sqrt {\tfrac {23}{3}}}}}\approx -0,662359\pm 0,56228i\!\,,}
z absolutno vrednostjo ≈ 0,868837 (OEIS A191909). Ta vrednost je enaka tudi {\displaystyle {\tfrac {1}{\sqrt {\rho }}}\,}, ker je produkt treh korenov minimalnega polinoma enak 1.

### Geometrija
Obstajata dva načina razdelitve kvadrata na tri podobne trikotnike. Prva je trivialna rešitev v kateri so trije skladni trikotniki z razmerjem 1:3. V drugi rešitvi imajo vsi trije trikotniki različne velikosti, vendar so si podobni, kvadrat plastičnega števila pa je njihovo razmerje.

### Trigonometrija
Plastično število se lahko zapiše s pomočjo hiperboličnega kosinusa ({\displaystyle \operatorname {ch} \,}) in njegovega obrata:
{\displaystyle \rho ={\frac {1}{c}}\operatorname {ch} \left({\frac {1}{3}}\operatorname {arcosh} (3c)\right),\qquad c=\cos \left({\frac {2\pi }{12}}\right)=\sin \left({\frac {2\pi }{6}}\right)={\frac {\sqrt {3}}{2}}\!\,.}

### Verižni ulomek
Plastično število ni kvadratno iracionalno število in zato njegov razvoj v neskončni verižni ulomek ni periodičen (OEIS A072117):
{\displaystyle {\begin{aligned}\rho &=1+{\cfrac {1}{3+{\cfrac {1}{12+{\cfrac {1}{1+{\cfrac {1}{1+{\cfrac {1}{3+\ddots }}}}}}}}}}\equiv [1;3,12,1,1,3,2,3,2,4,2,141,80,2,5,1,2,8,2,1,\ldots ]\\&=\left\{{\color {red}{1}},{\frac {3}{2}},{\color {red}{\frac {4}{3}}},{\frac {29}{22}},{\frac {33}{25}},{\frac {37}{28}},{\frac {41}{31}},{\frac {45}{34}},{\color {red}{\frac {49}{37}}},{\color {red}{\frac {53}{40}}},{\color {red}{\frac {102}{77}}},{\frac {257}{194}},{\color {red}{\frac {359}{271}}},{\color {red}{\frac {820}{619}}},{\frac {1999}{1509}},{\color {red}{\frac {2819}{2128}}},{\frac {3639}{2747}},{\color {red}{\frac {6458}{4875}}},\ldots ,{\color {red}{\frac {28651}{21628}}},\ldots \right\}\,\!.\end{aligned}}}
Konvergenti verižnega ulomka so označeni z rdečo, njihovi števci so: 1, 4, 49, 53, 102, 359, 820, ..., imenovalci pa: 1, 3, 37, 40, 77, 271, 619, ... Drugi členi, označeni s črno, so polkonvergenti. Vrednost vsakega prvega polkonvergenta mora biti boljša od vrednosti predhodnega konvergenta.